# Талићки мост
Талићки мост је камени мост преко реке Пру, притоке Рибника, који се налази на југоистоку Ђаковице. 
Сматра се да је настао средином XVIII века, када су га подигли чланови породице Талић, који су били чланови градског еснафа кожара. Сачињавало га је три лучна отвора, средњи, који је знатно већи (распона 7 метара) и бочни, који су били нешто мањи, од којих је сачуван један, док се на месту другог налази дрвена конструкција.